# Солдатово (Восточно-Казахстанская область)
Солдатово (каз. Солдатово) — село в Улькен Нарынском районе Восточно-Казахстанской области Казахстана. Административный центр и единственный населённый пункт Солдатовского сельского округа. Код КАТО — 635461100.

## Население
В 1999 году население села составляло 1059 человек (519 мужчин и 540 женщин). По данным переписи 2009 года, в селе проживал 931 человек (470 мужчин и 461 женщина).